# Manuel de León Rodríguez
Manuel de León Rodríguez (Requejo de Sanabria, 12 de desembre de 1953) és un matemàtic espanyol, professor d'Investigació del Consell Superior d'Investigacions Científiques (CSIC).

## Biografia
Llicenciat i doctorat en Ciències Exactes per la Universitat de Santiago de Compostel·la, va ser professor a la mateixa universitat de 1975 a 1986, quan ja ocupava la plaça de professor titular de Geometria i Topologia. Aquest mateix any es va incorporar al CSIC com a investigador científic, passant després a professor de recerca. Ha estat professor visitant en diferents universitats com la de Calgary, Gant, Lille o Mannheim, entre unes altres.
Ha treballat principalment en el camp de la geometria diferencial i les seves aplicacions a la mecànica i a la física matemàtica. Manuel de León ha dedicat gran part de la seva carrera a promoure la matemàtica espanyola a tot el món. En aquest camp ha estat assessor de diverses institucions públiques nacionals i internacionals de l'àmbit polític i educatiu, entre elles el Senat d'Espanya o la Comissió Internacional per a l'Educació matemàtica. Va ser director de l'Institut de Ciències Matemàtiques (ICMAT) des de la creació del centre en 2007 fins a setembre de 2017 i director científic del projecte presentat al Programa Sever Ochoa que, des de 2011, distingeix al ICMAT com un dels centres de referència d'Espanya.
En 2015 va ser destituït de l'ICMAT per un informe d'auditoria intern que va assenyalar «greus errades en els procediments de gestió de la despesa», tot i que dos anys després, en 2017, va ser reposat en el càrrec en virtut d'una sentència del Tribunal Superior de Justícia de Madrid en la qual es va indicar que la responsabilitat de les irregularitats detectades corresponien a la gestió d'una altra persona, destituïda mesos abans, i que l'acusació sobre De León «va ser una excusa» per cessar-lo. Va finalitzar el seu mandat al setembre del mateix any.
De León és autor de més de dos-cents articles científics en revistes especialitzades, de diversos llibres monogràfics i ha dirigit una desena de tesis doctorals. També ha escrits llibres i articles de divulgació matemàtica.
És membre numerari de la Reial Acadèmia de Ciències Exactes, Físiques i Naturals des de 2017, de l'Acadèmia Canària de Ciències, primer espanyol membre del Comitè Executiu de la Unió Matemàtica Internacional (IMU), refundador i vicepresident de la Reial Societat Matemàtica Espanyola (RSME), fundador i director de la revista Journal of Geometric Mechanics de l'Institut Americà de Ciències Matemàtiques (AIMS) i cofundador i director de La Gaceta de la Real Sociedad Matemática Española (1998-2004). Des de 2014 és membre executiu del Consell Internacional de la Ciència.